# 목포영산초등학교
목포영산초등학교는 대한민국 전라남도 목포시에 있는 공립 초등학교이다.

## 학교 연혁
- 2011. 03. 01 제1대 이환채 교장 부임
- 2011. 03. 02 목포영산초등학교 개교(22학급,715명)
- 2012. 02. 14 제1회 목포영산초 졸업식(졸업생87명)
- 2013. 02. 15 제2회 목포영산초 졸업식(졸업생144명, 총231명)
- 2014. 02. 14 제3회 목포영산초 졸업식(졸업생157명, 총388명)
- 2014. 03. 01 제2대 최성수 교장 부임
- 2015. 02. 13 제4회 목포영산초 졸업식(졸업생166명, 총554명)

## 참고 자료
- 목포영산초등학교 - 한국교육학술정보원 학교알리미